# Taumatropio

Taumatropio con fiori e vaso del 1825

Il taumatropio (in inglese thaumatrope, dal greco "girare delle meraviglie") è un gioco di epoca vittoriana, la cui invenzione è attribuita a Mark Roget, nel 1824. 

## Principio di funzionamento
Il gioco consiste in un dischetto che viene fatto ruotare velocemente tramite due fili appesi all'estremità. Sulle due facce sono raffigurati disegni che si completano a vicenda, e facendo ruotare il disco velocemente, grazie alla persistenza della visione sulla retina, si ha l'impressione di guardare un'unica immagine combinata.
Soggetti tipici sono l'uccellino e la gabbia, oppure il vaso e i fiori, l'albero spoglio e il fogliame, ecc.. Spesso alcune frasi, magari spezzate nelle due facce, completano la suggestione. 
Il taumatropio interessa la storia del cinema e in particolare dell'animazione, perché su questi studi si basò la ricerca del movimento simulato delle immagini tramite la loro veloce visione in sequenza.

## Storia
Mark Roget era un fisico del Royal College of Physicians di Londra, che desiderava dimostrare gli effetti della persistenza della visione. Alla base dei suoi studi ci sono quelli dell'astronomo John Herschel e del geologo William Henry Fitton, al quale alcuni attribuiscono l'invenzione del taumatropio. 

## Galleria d'immagini

Cane e uccelli
Topo e gabbia